# Chuyến bay 001 của Loftleiðir Icelandic Airlines
Chuyến bay 001 của Loftleiðir Icelandic Airlines, một chuyến bay thuê bao, là một chiếc Douglas DC-8 bị rơi vào ngày 15 tháng 11 năm 1978, khi tiếp cận sân bay quốc tế Bandaranike ở Colombo, Sri Lanka. Vụ tai nạn đã giết chết 8 trong số 13 thành viên phi hành đoàn người Iceland, 5 thành viên phi hành đoàn dự bị và 170 người hành hương Hồi giáo (chủ yếu là người Indonesia) từ Nam Borneo trong tổng số 262 hành khách và phi hành đoàn. Báo cáo chính thức của các nhà chức trách Sri Lanka xác định nguyên nhân có thể xảy ra vụ tai nạn là do phi hành đoàn không tuân thủ các quy trình tiếp cận; tuy nhiên, chính quyền Mỹ[cần dẫn nguồn] và Iceland cho rằng thiết bị bị lỗi tại sân bay và lỗi kiểm soát không lưu là nguyên nhân dẫn đến vụ tai nạn.
Với 183 người thiệt mạng, vụ tai nạn của Chuyến bay LL001 là vụ tai nạn nghiêm trọng nhất liên quan đến một hãng hàng không của Iceland và là vụ tai nạn chết người thứ hai trong lịch sử hàng không Sri Lanka sau Chuyến bay 138 của Martinair, một chiếc DC-8 thuê bao khác, đã bị rơi bốn năm trước đó.

## Máy bay
Chiếc máy bay gặp nạn đến vụ việc là một chiếc DC-8 được thuê từ hãng hàng không Iceland Loftleiðir cho các hoạt động của Hajj; số đăng ký của máy bay là TF-FLA, và tên của nó là Leifur Eiríksson.

## Tai nạn
Máy bay được thuê bởi Garuda Indonesia. Vào ngày 15 tháng 11, nó hoạt động như chuyến bay LL001 từ Jeddah, Ả Rập Xê Út, đến Surabaya, Indonesia. Tất cả 13 thành viên phi hành đoàn đều là người Iceland. Có 249 hành khách, phần lớn là cư dân Indonesia đã thực hiện hajj đến Mecca và đang trở về nhà.
Chuyến bay khởi hành từ Jeddah đến Surabaya với một điểm dừng theo kế hoạch tại Sân bay quốc tế Bandaranaike ở Colombo, Sri Lanka, để tiếp nhiên liệu và luân chuyển phi hành đoàn. Có giông bão trong khu vực và kính chắn gió là một vấn đề. Vào lúc 22:53:24 giờ địa phương, trung tâm điều khiển đã thông báo cho phi hành đoàn của máy bay rằng họ sẽ hạ cánh trên đường băng 04. Đáp lại, phi hành đoàn đã yêu cầu hạ cánh trên đường băng 22. Kiểm soát viên đã chấp thuận yêu cầu và đưa ra hướng dẫn hạ cánh ILS trên đường băng 22. Sau đó, máy bay hạ độ cao xuống mực bay (FL) 220, đạt độ cao đó cách sân bay khoảng 140 km (90 dặm).
Vào lúc 23:06:32 giờ địa phương, phi hành đoàn đã liên lạc với trung tâm điều khiển radar của sân bay, trung tâm này đã cho phép chuyến bay hạ độ cao xuống 610 mét (2.000 ft). và sau đó làm theo hướng dẫn của bộ điều khiển để thực hiện tiếp cận hạ cánh trên đường băng 22. Người điều phối cũng hướng dẫn phi hành đoàn báo cáo khi họ đến được đèn hiệu vô tuyến mà phi hành đoàn thừa nhận đã nhận được nhưng không xác nhận. Bộ điều khiển radar định kỳ truyền dữ liệu khoảng cách và độ cao tới máy bay. Thông báo vô tuyến cuối cùng từ bộ điều khiển được đưa ra lúc 23:27:26: "Lima, Lima 001, hơi chếch về bên trái của đường trung tâm, hơi chếch về bên trái của đường trung tâm, 3,2 kilômét (2 mi) tính từ điểm chạm xuống, cao 200 mét (650 ft), được phép hạ cánh ở cách tiếp cận này." Lúc 23:27:37, phi hành đoàn trả lời: "Roger."
Khi bộ điều khiển tiếp cận sau đó thu được hình ảnh về Chuyến bay 001, máy bay đang lao xuống mặt đất một cách nguy hiểm. Người điều khiển đã cảnh báo chuyến bay: "Lima, Lima 001, bạn đang rơi." Tuy nhiên, phi hành đoàn sau đó đang nói chuyện với bộ điều khiển radar ở một tần số khác nên không nhận được cảnh báo. Người điều khiển tiếp cận sau đó đã mất dấu DC-8, sau đó anh ta nhìn thấy một vụ nổ. Lúc 23:28:03, chiếc DC-8 đâm vào một đồn điền cao su và dừa và phát nổ. Đầu cánh bên trái đập vào những cây dừa làm nó vỡ ra, sau đó máy bay nghiêng 40 độ về phía trái và va chạm với mặt đất gần như làm vỡ thân máy bay phía trước, phần thân máy bay còn lại mất kiểm soát và tách thành 6 mảnh sắp dừng lại 146 mét (478 ft) qua điểm va chạm ban đầu.  Địa điểm xảy ra vụ tai nạn nằm cách đường băng 22 2,1463 km (1,1589 nmi) và cách đường băng 31,44 mét (103,15 ft) về phía bên phải của đường tâm kéo dài của đường băng. Là nhân chứng đầu tiên của vụ tai nạn, người điều khiển tiếp cận đã ngay lập tức thông báo cho đồng nghiệp của mình về vụ việc.
Trong vòng nửa giờ, 5 xe cứu hỏa đã đến hiện trường vụ tai nạn. Hoạt động cứu hộ bị cản trở do có nhiều cây cọ dừa, cản trở việc tiếp cận nhiều thiết bị lớn. Một trong những thành viên của đội cứu hộ là quyền người đứng đầu cơ quan hàng không dân dụng Sri Lanka. Trong khi hỗ trợ giải cứu, anh ấy đã cố gắng ghi lại các chỉ số của thiết bị và chụp những bức ảnh cần thiết cho cuộc điều tra.
Tổng cộng có 183 người thiệt mạng trong vụ tai nạn: 8 thành viên phi hành đoàn và 175 hành khách. Tổng số người sống sót là 79: 32 người (4 thành viên phi hành đoàn và 28 hành khách) bị thương nhẹ, trong khi 47 người (1 thành viên phi hành đoàn và 46 hành khách) không bị thương.